# Coelotes pseudoterrestris
Coelotes pseudoterrestris är en spindelart som beskrevs av Schenkel 1963. Coelotes pseudoterrestris ingår i släktet Coelotes och familjen mörkerspindlar. Inga underarter finns listade i Catalogue of Life.